# Stinger Automotive
Stinger Automotive war ein britischer Hersteller von Automobilen.

## Unternehmensgeschichte
Das Unternehmen aus Colchester in der Grafschaft Essex begann 1998 mit der Produktion von Automobilen und Kits. Der Markenname lautete Stinger. 2000 endete die Produktion. Insgesamt entstanden etwa acht Exemplare.

## Fahrzeuge
Das einzige Modell war ein geländegängiges leichtes Fahrzeug. Anstelle einer richtigen Karosserie gab es miteinander verbundene Rohre, die auch gleichzeitig so etwa wie eine Überrollvorrichtung darstellten. Der Vierzylindermotor kam vom Mini.